# Роккаджовине
Роккаджовине (итал. Roccagiovine) — коммуна в Италии, располагается в регионе Лацио, в провинции Рим.
Население составляет 293 человека (2008 г.), плотность населения составляет 33 чел./км². Занимает площадь 9 км². Почтовый индекс — 20. Телефонный код — 0774.
Покровителем коммуны почитается святитель Николай Мирликийский, чудотворец, празднование 6 декабря.

## Демография
Динамика населения:

## Администрация коммуны
- Официальный сайт: